# Satz (Mathematik)
Ein Satz oder Theorem ist in der Mathematik eine widerspruchsfreie logische Aussage, die mittels eines Beweises als wahr erkannt, das heißt, aus Axiomen, Definitionen und bereits bekannten Sätzen hergeleitet werden kann.
Ein Satz wird nach seiner Rolle, seiner Bedeutung oder seinem Kontext oft auch anders bezeichnet. Innerhalb eines Artikels oder einer Monografie (z. B. einer Dissertation oder einem Lehrbuch) verwendet man
- Lemma (oder Hilfssatz) für eine Aussage, die nur im Beweis anderer Sätze im gleichen Werk verwendet wird und unabhängig davon keine Bedeutung hat,
- Proposition für eine ebenfalls hauptsächlich lokal bedeutsame Aussage, etwa einen Hilfssatz, der in mehr als einem Beweis verwendet wird,
- Satz (oder Theorem) für eine wesentliche Erkenntnis, die im Werk dargestellt wird, und
- Korollar (oder Folgesatz) für eine triviale Folgerung, die sich aus einem Satz oder einer Definition ohne großen Aufwand ergibt.

Die Einordnung eines Satzes in eine der oben genannten Kategorien ist subjektiv und hat keine Folgen für die Verwendung des Satzes. Viele Autoren verzichten auf den Begriff Proposition und setzen dafür Lemma oder Satz ein. Auch Korollar wird nicht immer von Satz unterschieden. Dagegen ist es durchaus üblich und für den Leser hilfreich, wenn reine Hilfssätze als solche erkennbar sind.
Sätze, die allgemein bekannt sind und in der Regel nicht mit der Originalquelle zitiert werden, tragen den Namen des Gegenstandes, über den sie eine Aussage machen, oder den Namen des Urhebers oder beides. In diesem Zusammenhang werden auch die Begriffe Fundamentalsatz oder Hauptsatz (eines Gebiets der Mathematik) verwendet, und die Unterscheidung zwischen Satz und Lemma ist oft eher historisch gewachsen als durch Inhalt und Bedeutung bestimmt. Viele Beispiele solcher Namen finden sich in der Liste mathematischer Sätze.

## Beispiele für Sätze
Im Folgenden sind einige einfache Sätze aufgelistet. Der zu verwendende Kalkül ist in Klammern angegeben.
1. Wenn jeder Mensch sterblich ist und Sokrates ein Mensch ist, dann ist Sokrates sterblich. (Prädikatenlogik).
2. Jede nicht-leere Menge besitzt mindestens ein Element. (Mengenlehre)
3. Die Summe der Innenwinkel eines Dreiecks beträgt 180 Grad. (Euklidische Geometrie)
4. Zu jeder reellen Zahl gibt es eine größere natürliche Zahl. (archimedische Ordnung, Analysis)
5. Es gibt keine rationale Zahl, deren Quadrat 2 ist. (Zahlentheorie)
6. Es seien {\displaystyle f,g:\mathbb {R} \to \mathbb {R} } stetig. Dann ist auch {\displaystyle f\circ g:\mathbb {R} \to \mathbb {R} } stetig. (Analysis)

## Aufbau

### Formulierung
Obschon ein mathematischer Satz aus einer Aussage beliebiger Form bestehen kann (Beispiel: „Nicht V oder A.“), wird ein mathematischer Satz meist in die im Konjunktiv formulierte Voraussetzung und die als Aussagesatz formulierte Aussage gegliedert (Beispiel: „Sei V. Dann gilt A.“), so dass der Eindruck einer Implikation entsteht.
Vorsicht: Durch das unüberlegte Herauslösen und Anwenden einzelner Teile eines Satzes können Fehlschlüsse entstehen, da diese Teile im Allgemeinen keine Gültigkeit haben müssen.

#### Beispiele
1. „{\displaystyle n\notin \mathbb {N} \quad \vee \quad n{\mbox{ ist nicht prim}}\quad \vee \quad n=2\quad \vee \quad n{\mbox{ ist ungerade}}}“
2. „Sei n eine Primzahl. Für n gilt: {\displaystyle n=2\quad \vee \quad n\in 2\cdot \mathbb {N} +1}“
3. Aus der ebenen Geometrie: „Wenn ein echtes Viereck ein Parallelogramm ist, dann haben gegenüberliegende Seiten die gleiche Länge.“ (Hierbei bedeutet „echtes Viereck“, dass ausgeartete und überschlagene Vierecke von der Betrachtung ausgeschlossen sind).
4. „Der Fahrpreis zwischen zwei Stationen im Verkehrsverbund X ist eine Metrik auf der Menge der Stationen.“ Das ist eine mathematische Aussage, denn der Fahrpreis ist durch die Tarifbestimmungen eindeutig definiert, und der Begriff Metrik in der Mathematik. Wenn die Aussage in einem Verkehrsverbund richtig ist (meistens, aber nicht immer), ist sie ein aus den Axiomen im Tarif beweisbarer Satz.
5. „Wenn es regnet, dann wird die Straße nass.“ Das ist kein Satz im mathematischen Sinne schon wegen der fehlenden Definitionen von regnen und Straße und der möglichen Abhängigkeit von weiteren Bedingungen.

### Umkehrsatz
Vertauscht man in einem Satz Voraussetzung und Aussage des Satzes, erhält man den zugehörigen Umkehrsatz oder auch Kehrsatz. Das sind logische Aussagen der Form „Voraussetzung ⇐ Aussage“. Es sind dann folgende Fälle zu unterscheiden:
- Wenn der Umkehrsatz kein Satz – also falsch – ist, dann ist die Voraussetzung des Satzes hinreichend, aber nicht notwendig.
- Wenn der Umkehrsatz ein Satz – also zutreffend – ist, dann ist die Voraussetzung des Satzes notwendig und hinreichend. In diesem Fall kann man einen weiteren Satz formulieren, in dem Voraussetzung und Aussage des Satzes logisch äquivalent sind (Beispiel: „V gilt genau dann, wenn A gilt“).

#### Beispiele
1. „Wenn die Straße nass ist, dann hat es geregnet.“ Dieser Umkehrsatz ist falsch, denn das Wasser könnte auch anders auf die Straße gekommen sein. Die Voraussetzung des Satzes „es hat geregnet“ ist somit hinreichend, aber nicht notwendig.
2. „Wenn in einem echten Viereck gegenüberliegende Seiten die gleiche Länge haben, dann ist es ein Parallelogramm.“ Dieser Umkehrsatz ist wahr. Die Voraussetzung des Satzes ist notwendig und hinreichend. Man kann Satz und Umkehrsatz zusammenfassen: „Ein echtes Viereck ist ein Parallelogramm genau dann, wenn die gegenüberliegenden Seiten die gleiche Länge haben.“

#### Abhängigkeit von der Aufteilung in Voraussetzung und Aussage
Es ist möglich, dieselbe logische Aussage auf verschiedene Weisen in Voraussetzung und Aussage aufzuteilen, und der Umkehrsatz hängt von dieser Aufteilung ab.
Die logische Aussage {\displaystyle \lnot A\lor \lnot B\lor C} lässt sich zum Beispiel auf die folgenden Weisen als Satz aufschreiben:
1. {\displaystyle (A\land B)\Rightarrow C} − Umkehrsatz: {\displaystyle C\Rightarrow (A\wedge B)\quad \equiv \quad (A\vee \neg C)\wedge (B\vee \neg C)}
2. {\displaystyle A\Rightarrow (\lnot B\lor C)} – Umkehrsatz: {\displaystyle (\lnot B\lor C)\Rightarrow A\quad \equiv \quad (A\vee B)\wedge (A\vee \neg C)}

Ersichtlich gilt im Allgemeinen nicht, dass die beiden Umkehrsätze äquivalent sind.